# Casa Vernescu

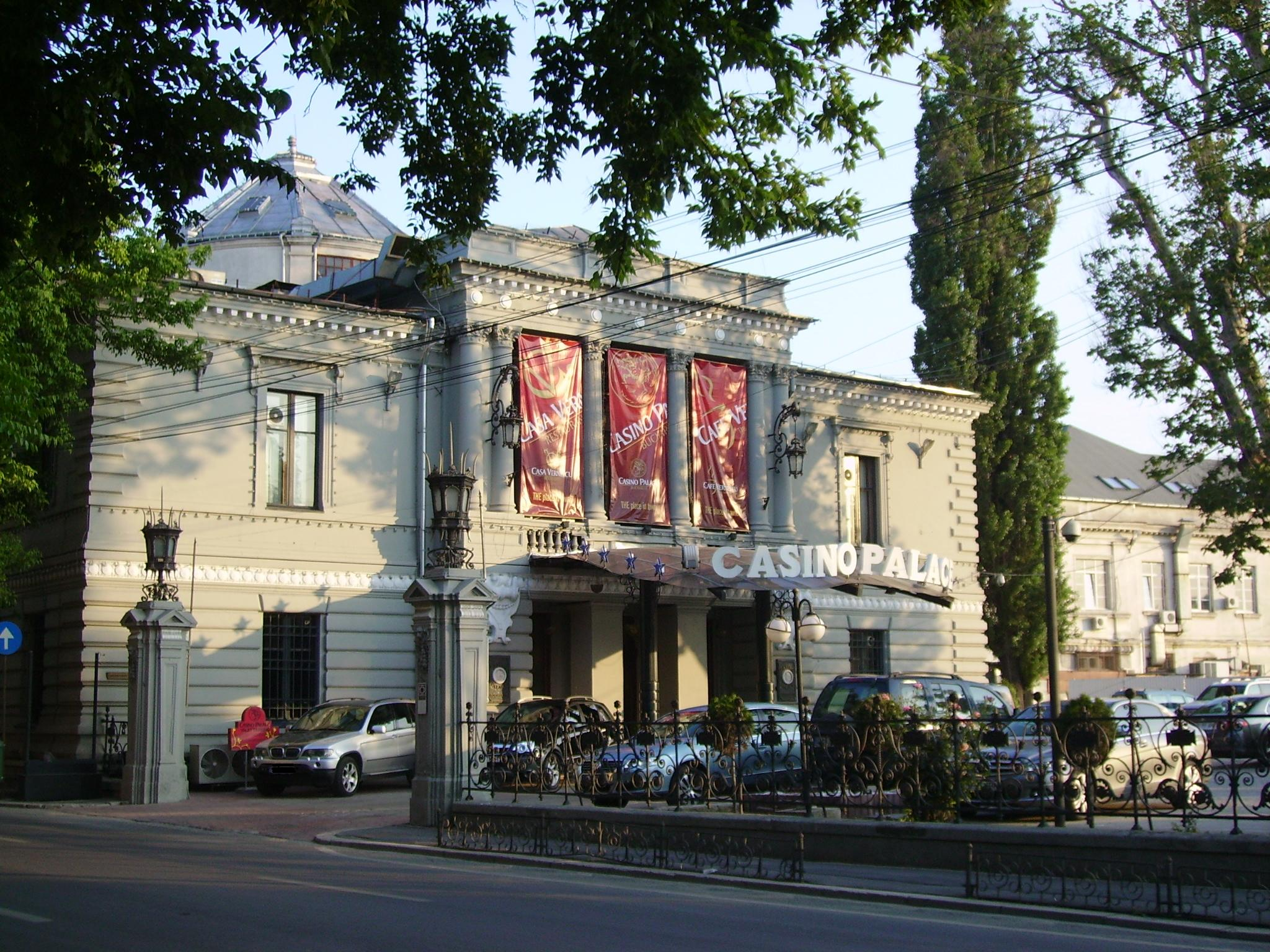
Palace Casino Casa Vernescu

Casa Lenș - Vernescu este o clădire din București, situată pe Calea Victoriei, ridicată în jurul anului 1820, în stilul eclectic pe care arhitecții francezi au reușit să-l impună într-o serie de țări europene la acea vreme.

## Istoric
Potrivit mărturiilor epocii, această construcție a fost una dintre cele mai arătoase din Bucureștii primului sfert al secolului al XIX-lea. La început, clădirea i-a aparținut boierului Filip Lenș, vornic, mare vistiernic și logofăt al dreptății, pentru ca după moartea lui să se instaleze aici o unitate militară, apoi Ministerul de război. În anul 1886 edificiul a devenit proprietatea unui politician al vremii, Guță Vernescu, la solicitarea căruia arhitectul Ion Mincu a efectuat o restaurare (1887 -1889) iar pictorul George Demetrescu Mirea i-a împodobit interioarele.
Edificiul are două nivele - parter și etaj - iar centrul său este ocupat de un vast hol de formă eliptică.

## Situața casei după 1989
În anul 1990, Petre Roman, prim-ministrul de atunci, a dat Casa Vernescu în proprietatea Uniunii Scriitorilor din România, însă printr-o Hotărâre de Guvern din 2000 s-a stabilit că imobilul este în proprietatea publică a statului, administratorul fiind Ministerul Culturii. Potrivit actului normativ din 2000, imobilul era dat însă in folosință cu titlu gratuit Uniunii Scriitorilor pe o perioada de 49 de ani. Deoarece Uniunea Scriitorilor a pierdut sediul din Casa Monteoru, care a fost retrocedată, aceasta se judecă cu Ministerul Culturii, pentru a-și muta sediul în Casa Vernescu.
După 1993, Casa Vernescu a fost refăcută și modernizată, parterul său devenind sediul unui restaurant de cinci stele, considerat cel mai elegant restaurant din București.
Uniunea Scriitorilor a închiriat imobilul unui operator de cazinouri și de atunci clădirea este cunoscută sub numele de Casino Palace / Casa Vernescu. Casino Palace plătește lunar o parte din încasări Uniunii Scriitorilor și se pare că afacerea merge bine atât pentru administrator cât și pentru chiriaș.
În 1995, la etajul Casei Vernescu a fost inaugurat Casino Palace București, care face parte din rețeaua Queenco Leisure International (QLI)Casino Palace București, care a fost inaugurat în 1995, la etajul Casei Vernescu, face parte din rețeaua Queenco Leisure International (QLI).

## Istoricul drepturilor de proprietate
Imobilul aparține statului român, reprezentat de Ministerul Finanțelor, fiind dobândit printr-un contract de vânzare-cumpărare autentificat prin procesul verbal nr. 8289/31.07.1908, emis de Tribunalul Ilfov- Secția Notariat. Vânzători au fost baronul Max de Waldberg, baron Heinrich de Waldberg, baroneasa Elena de Waldberg, în nume propriu și în calitate de tutore al copiilor săi Ann, baroneasă de Waldberg și Alexandru, baron de Waldberg.
În decembrie 2006, Gigi Becali a cumpărat cu 100.000 de euro jumătate din drepturile privind revendicarea „Casa Vernescu", de la doamna Aspasia Dumitrescu, în vârstă de 73 de ani, care pretindea că este unica moștenitoare a primilor proprietari ai imobilului, fiind strănepoata boierilor Ion Vernescu - decedat la 24 septembrie 1883 - și a lui George (Gheorghe) Vernescu, decedat la 3 iulie 1900 și care, în anul 2001 înregistrase la Comisia pentru aplicarea Legii privind imobilele naționalizate din cadrul Primăriei Municipiului București un dosar de restituire în natură a „Casei Vernescu". Simultan cu acțiunea Aspasiei Dumitrescu, alți cinci posibili moștenitori ai celor doi boieri Vernescu au depus la Primăria Capitalei cereri de revendicare a imobilului.
În martie 2010, ministrul Culturii, Kelemen Hunor, a respins toate notificările, atât ale lui Gigi Becali și ale Aspasiei Dumitrescu, cât și ale celorlalți cinci posibili moștenitori, deoarece casa era cumpărată legal de stat și nu naționalizată.

## Planul de translatare a clădirii
Deoarece Primăria Capitalei are în plan sistematizarea Căii Victoriei, prin reducerea circulației auto la trei benzi și lărgirea trotuarelor la patru-cinci metri fiecare, există intenția de a se translata cu 5-10 m Casa Vernescu, care este ieșită foarte mult în stradă încât, practic, în prezent trotuarul nu există în acea zonă.